# Jules Mazarin
Jules Mazarin, egentlig Giulio Mazarini (født 14. juli 1602 i Pescina i Abruzzerne i Italien, død 9. marts 1661 i Vincennes i Frankrig) var en fransk statsmand. Han blev kardinal i 1641. Han regerede Frankrig sammen med kong Ludvig XIV til sin død 1661.
Mazarins fader var sicilianer og knyttet til den rige italienske slægt Colonna. Han lod sønnen studere først hos jesuitterne i Rom, siden ved spanske universiteter; Mazarin delte sin tid mellem studierne og hasardspil, og da han havde endt det juridiske studium, blev han soldat.
Under Valtelin-krigen førte han en lille hærafdeling for paven; han fik her lejlighed til at vise så megen diplomatisk evne, at han knyttedes til det pavelige diplomati fra 1630, og i de følgende år viste han den største dygtighed under vanskelige forhandlinger. 1632 gik han over i gejstligheden, og 1634 blev han pavelig udsending i Frankrig.
Han vandt her Richelieus opmærksomhed, og 1640 bevægede denne ham til at gå i fransk tjeneste og skaffede ham kardinaltitel. Hans diplomatiske uddannelse fuldførtes nu under Richelieu, og ved hans død 1642 blev Mazarin ledende minister. Han benyttede den tid, Ludvig 13. endnu levede, til at sætte sig i forbindelse med Anna af Østrig og satte efter kongens død igennem, at hun blev regentinde med udstrakt myndighed.
Dronning Anna blev inden længe hans elskerinde, og hans magt over hende blev for bestandig urokket. I de følgende år førte Mazarin Trediveårskrigen videre med held, og 1648 kunne han slutte den med store diplomatiske triumfer. Derimod blev hans stilling indadtil bestandig værre. Den smidige diplomat var ukyndig og ligegyldig i finanssager, og mens statens pengeforhold blev stedse uheldigere, samlede han sig selv på lidet redelig vis en stor formue.
Desuden var der i de højere klasser en dyb uvilje mod ethvert favoritstyre, her endda skærpet ved, at det var en fremmed, en italiener, der udøvede det. Mazarins beregnende imødekommenhed kunne ikke få bugt med den. Adelen og den højere embedsstand vendte sig mod ham, og de fik hurtigt støtte hos den parisiske almue, hvis harme var stor mod den fremmede pengeøder. I 1648 søgte Mazarin at standse denne bevægelse, men han nåede blot at bringe den til udbrud; de følgende års Frondebevægelse truede Mazarins magt alvorligt. Flere gange måtte han flygte fra landet, men urokkelig udholdende og sikker på dronningens støtte fik han dog til sidst bugt med de indbyrdes stærkt uenige modstandere.
Februar 1653 kom han tilbage, og han var fra nu af ubestridt leder af Frankrigs politik. Over for de besejrede modstandere viste han stor mildhed, og der kom nu ro. Parlamentet måtte betale sin deltagelse i bevægelsen med betydelige indskrænkninger i dets magt. I mellemtiden var krigen fortsat mod Spanien og med held trods al uro i Frankrig. 1659 sluttede den med Pyrenæerfreden, en ny triumf for Mazarins diplomatiske overlegenhed.
I de følgende år stod han som leder af hele Europas politik. Under Frankrigs beskyttelse vendte Karl 2. tilbage til England, og det var ved den indflydelse, Sverige slap heldigt ud af kampen med Danmark, Brandenburg, Polen og Rusland i Anden Karl Gustav-krig. Den indre styrelse vedblev derimod at være tarvelig og finansstyrelsen elendig.
Selv vandt han stedse større rigdomme: han efterlod 50 millioner francs. Han brugte dels sine rigdomme til store fester, dels til at samle såvel kunstværker som bøger. I Paris lod han bygge et imponerende palads, der siden er blevet det store Nationalbiblioteks bygning. Sin arv efterlod han sin familie, som han i  høj grad havde begunstiget.